# Niels Bjerrum (født 1940)
 Der er flere personer med dette navn, se Niels Bjerrum (flertydig).
Niels Janniksen Bjerrum (født 6. oktober 1940) er en dansk kemiker og professor i uorganisk- og materialekemi ved Institut for Energikonvertering og -lagring på DTU siden 1998. Han er søn af Jannik Bjerrum (1909-1992) barnebarn af Niels Bjerrum (1879-1958), der begge var kemikere.

## Karriere
Han er uddannet mag.scient. i kemi på Københavns Universitet i 1964. Han blev ansat på det daværende Danmarks Tekniske Højskole i 1966. I 1982 blev han dr.techn. på DTU  og i 1989 blev han udnævnt som docent samme sted.
Han har især arbejdet med saltsmeltekemi og elektrokemi.
Han er medlem i både det Nationale Akademi for Videnskab i Ukraine (siden 1992) og Norges Tekniske Videnskabsakademi (siden 1995). Han har desuden modtager flere priser inden for kemi.
I 2014 modtog Bjerrum enerigforskningsprisen fra Energinet.dk på vegne af HotMEA Corsortium.
Bjerrum sidder som repræsentant for Ellen og Niels Bjerrums efterkommere, der udvælger Ellen og Niels Bjerrums Kemikerpris.

## Familie
Niels Bjerrum er søn af Jannik Bjerrum (1909-1992), der var professor i uorganisk kemi på Københavns Universitet. Hans lillebror Morten Jannik Bjerrum (født 1957) er professor i biouorganisk kemi på Kemisk Institut på Københavns Universitet, og deres farfar var kemikeren Niels Bjerrum (1897-1958), der var docent ved Københavns Universitet og professor på Landbohøjskolen.

## Hæder
- 1996: Max Bredig Award in Molten Salt Chemistry i Los Angeles
- 1994: Højgaard & Schultz Jubilæumsprisen
- 1979: Ellen og Niels Bjerrums Kemikerpris[8]
- 1976: Hædersgave fra Ole Rømer Fonden

Han er medlem af Danmarks Naturvidenskabelige Akademi.